# Roberto Orellana
Roberto Pedro Orellana Ramoa (nacido el 19 de abril de 1957 
en Departamento de Ledesma, Argentina) es un exfutbolista argentino. Jugaba de delantero y su primer club fue Chacarita Juniors.

## Carrera
Comenzó su carrera en 1975 jugando para Chacarita Juniors esa época estaba de entrenador Alfio el Coco Basile haciéndolo debutar con tan solo 17 años. En 1976 se fue a España con 19 años fichado por el Elche CF En el partido inaugural del Estadio Martínez Valero marcó el segundo gol de cabeza. Jugó para el club hasta 1980.
En 1981 se fue al RCD Mallorca que les hizo campeones de Segunda División B en la  temporada 1980/1981. En 1984 se trasladó a las filas del Recreativo de Huelva. En 1986 lo fichó el Eldense haciendo que ascendieran a Segunda División B fue máximo goleador las temporadas 1986-1987 1987-1998 y 1989-1990, en 1990 finalizó su carrera

## Clubes
| Club                 | País      | Año       |
| -------------------- | --------- | --------- |
| Chacarita Juniors    | Argentina | 1976      |
| Elche CF             | España    | 1976-1980 |
| RCD Mallorca         | España    | 1981-1984 |
| Recreativo de Huelva | España    | 1984-1986 |
| Eldense              | España    | 1986-1990 |